# Karl Niemann
Karl Rudolf Eduard Niemann, född 18 december 1908 i Kiel, död 1982 på Madeira, var en tysk-dansk konstnär och tecknare.
Han var son till trafikinspektorn Albert Niemann och hans hustru, född Carmoisin, och från 1931 gift med Vilhelmine Thording. Niemann var under en period bosatt och verksam i Norrland men flyttade senare till Danmark där han blev dansk medborgare 1947.
Förutom i Danmark ställde han ut separat på Galleri God konst i Göteborg och på några orter i norra Sverige. Tillsammans med Helge Holmlund ställde han ut i Kiruna 1958. Hans konst består av stadsbilder och landskap från Danmark samt från resor i Europa och Mindre Asien. Niemann är representerad i Strömsunds folkskola, Kiruna kommun och han var representerad med två målningar på passagerarfartyget Kronprinsessan Margareta.